# 何婉琪
何婉琪（英語：Winnie Ho Yuen Ki，1922年—2018年6月5日），人稱「十姑娘」，澳门望族世家何东家族后人，何世光之女，澳門賭王何鴻燊胞妹。

## 生平
何婉琪曾於香港聖心書院就讀，至1941年因戰亂而停學。1942年，何婉琪偕同父親一同前往越南西貢生活，至1945年回到香港，在越期間她見識到當地博彩業的發展。
1941年，何婉琪在何啟東結婚紀念舞會與年小四歲的再從弟何鸿章邂逅(同一曾祖父），兩人一見鍾情，互相愛戀，也因親屬關係受到家人阻撓。之後何鴻章前往美國讀書深造，何婉琪也在1946與給商人麥志偉結婚，并且生下麥慧貞與麥家興。
六年後何鴻章從美歸來，與何婉琪舊情復燃，珠胎暗結誕育了私生子女麥舜銘及麥慧玉。而何鴻章亦與英國女子佘安妮於1955年結婚，生下四子三女。
何婉琪是何啟東之弟何啟福四子何世光的十女。何鴻章是何啟福之兄何啟東二子何世俭的长子。這段近親戀情遭到雙方家長的強烈反對。1946年，何婉琪嫁麥志偉。1953年，何鸿章回港，與何婉琪重逢。1955年，何婉琪為何鴻章誕下麥舜銘。同年，何鸿章與英籍妻子佘安妮結婚。約三年後，何婉琪又誕下麥慧玉。何鸿章婚後，依然對何婉琪照顧有加。1961年，何鸿章從祖父處繼承巨額遺產，隨即饋贈二百萬港元給何婉琪。兩人維持情人關係，直至1974年何婉琪舉家赴美後才終結。何婉琪曾向何鴻燊借下巨款，替兒子麥舜銘償還債務。

## 澳娛案
何婉琪是澳門旅遊娛樂有限公司少數股東之一，持有澳娛7.3%股權。她曾經向傳媒透露，2001年起不滿大股東何鴻燊的管理及派息政策，其後與何鴻燊打官司。
何婉琪曾指，她於2002年2月4日，與兒子麥舜銘、律師及會計師等一同前往澳門葡京酒店查核澳娛文件，當他們抵達9樓辦公樓層時，何婉琪遭一名女子帶走，其間被禁錮半小時，事後由律師召來的警察救走。
2005年11月開始至今，何婉琪在香港報章刊登聲明，向何鴻燊追討欠債及股息，但何鴻燊表示他並沒有欠何婉琪任何款項。在何婉琪刊登的聲明中，除了追討欠債外，還暗指2006年8月的何俊仁遇襲案與何鴻燊有關。

### 有關案件
- HO YUEN KI WINNIE v. HO HUNG SUN STANLEY AND ANOTHER (07/08/2007, HCA1097/2006)（页面存档备份，存于）

## 參看
- 何東家族

## 外部連結
- 《十姑娘回憶錄─與魔鬼抗衡》壹出版有限公司2007年11月出版，ISBN 9789625778921